# Fruiz
Fruiz (en basque) ou Frúniz (en espagnol) est une commune de Biscaye dans la communauté autonome du Pays basque en Espagne.
Le nom officiel de la ville est Fruiz.

## Toponymie
Fruniz (Frúniz en espagnol) appartient à la série de toponymes basques qui ont une terminaison en -iz. Julio Caro Baroja défendait que la plupart de ces toponymes provenaient d'un nom propre uni au suffixe latin - icus décliné.
Dans la zone basco-navarraise, Caro Baroja considérait que les suffixes -oz, -ez et -iz appliqués à la toponymie indiquaient que dans l'antiquité le lieu avait été la propriété de la personne dont le nom était uni au suffixe. On pouvait remonter son origine au Moyen Âge jusqu'à l'époque de l'Empire romain.
Dans le cas de Fruniz, Julio Caro Baroja a proposé que ce nom pourrait provenir d'un Furius hypothétique, un nom latin documenté. Ainsi au nom Furius si on lui ajoute le suffixe latin - icus qui indique appartenant à, on pourrait obtenir Furicus. À partir d'un très semblable Furunicus on pourrait reconstruire l'origine de Fruniz. Furunicus pourrait aussi être un fils de Furius. Le propre de Furunicus et de ses descendants serait Furunici (génitif au singulier et nominatif au pluriel).
De ce Furunici aurait pu dériver le toponyme Fruniz : Furunici → Furuniz → Fruniz. D'une évolution semblable à ce suffixe latin -icus ils donnent aussi naissance aux patronymes utilisés dans les langues latines de la Péninsule Ibérique.
Frúniz a été fixé comme forme écrite du nom. Toutefois en basque (euskara), le nom a continué à évoluer oralement et a donné lieu à Fruiz en perdant le n intervocal, un phénomène commun dans la langue basque dans les derniers siècles. L'actuel nom de la localité en basque, Fruiz, est le fruit de cette évolution Frúniz → Fruiz. En Espagnol, on a conservé l'écriture plus ancienne Frúniz, comme nom formel de la localité.
En 1994 la mairie a décidé d'officialiser la forme basque du nom et depuis lors il est Fruiz officiel.

## Géographie

### Quartiers
Les quartiers de Fruiz sont Mandaluiz, Andeko, Olalde, Lotina, Batiz, Botiola, Plakonalde et Ugane.

## Démographie
| Évolution démographique entre 1857 et 2006 | Évolution démographique entre 1857 et 2006 | Évolution démographique entre 1857 et 2006 | Évolution démographique entre 1857 et 2006 | Évolution démographique entre 1857 et 2006 | Évolution démographique entre 1857 et 2006 | Évolution démographique entre 1857 et 2006 | Évolution démographique entre 1857 et 2006 | Évolution démographique entre 1857 et 2006 | Évolution démographique entre 1857 et 2006 | Évolution démographique entre 1857 et 2006 | Évolution démographique entre 1857 et 2006 | Évolution démographique entre 1857 et 2006 | Évolution démographique entre 1857 et 2006 | Évolution démographique entre 1857 et 2006 |
| 1857                                       | 1877                                       | 1887                                       | 1900                                       | 1910                                       | 1920                                       | 1930                                       | 1940                                       | 1950                                       | 1960                                       | 1970                                       | 1980                                       | 1991                                       | 2001                                       | 2006                                       |
| ------------------------------------------ | ------------------------------------------ | ------------------------------------------ | ------------------------------------------ | ------------------------------------------ | ------------------------------------------ | ------------------------------------------ | ------------------------------------------ | ------------------------------------------ | ------------------------------------------ | ------------------------------------------ | ------------------------------------------ | ------------------------------------------ | ------------------------------------------ | ------------------------------------------ |
| 377                                        | 409                                        | 423                                        | 465                                        | 526                                        | 534                                        | 548                                        | 496                                        | 470                                        | 432                                        | 423                                        | 294                                        | 318                                        | 347                                        | 402                                        |
| Source: Fruiz (eu)                         |                                            |                                            |                                            |                                            |                                            |                                            |                                            |                                            |                                            |                                            |                                            |                                            |                                            |                                            |

## Géologie

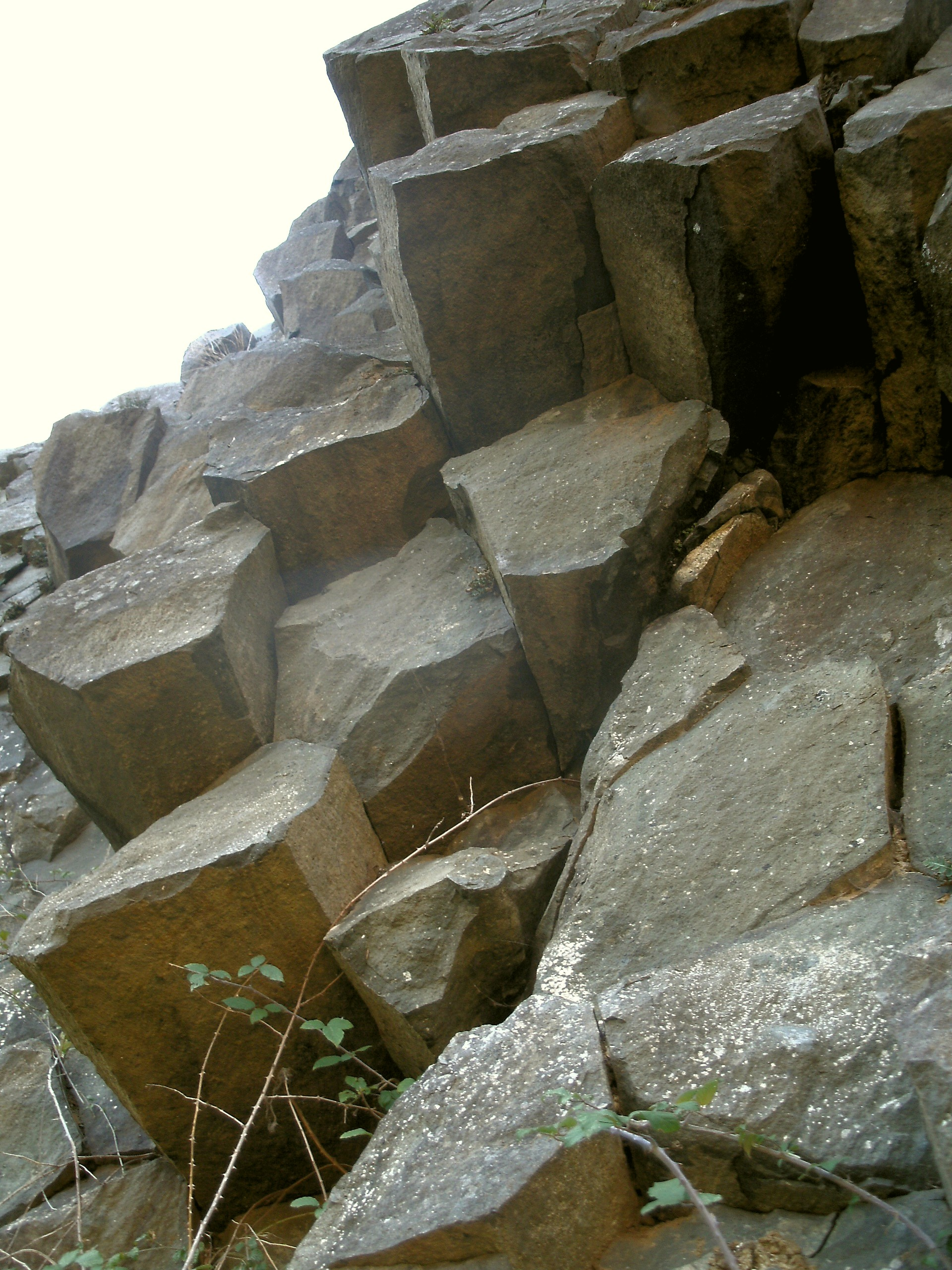
Colonnes basaltiques.

La commune possède des colonnes basaltiques.

## Personnalités de la commune
- Juan María Uriarte (1933-2024), né à Fruiz, homme d'église espagnol, évêque de Zamora de 1991 à 2000, archevêque de San Sebastián de 2000 à 2024.

### Sources
- (es) Cet article est partiellement ou en totalité issu de l’article de Wikipédia en espagnol intitulé « Frúniz » (voir la liste des auteurs).